# Свещеният остров
„Свещеният остров“ (на бенгалски: সাগর সংগমে) е индийски драматичен филм на бенгалски език от 1959 година.

## В ролите
- Бхарати Деви като Дахшаяни Деви[1]

## Награди и номинации
- Награда Златен президентски медал за най-добър филм от Националните филмови награди на Индия през 1959 година.
- Награда Сребърен президентски медал за най-добър филм на бенгалски език от Националните филмови награди на Индия през 1959 година.
- Номинация за Златна мечка за най-добър филм от Международния кинофестивал в Берлин през 1959 година.